# اولیویه بوسکالی
اولیویه بوسکالی (انگلیسی: Olivier Boscagli؛ زادهٔ ۱۸ نوامبر ۱۹۹۷) بازیکن فوتبال اهل فرانسه است که برای باشگاه فوتبال برایتون بازی می‌کند.
از باشگاه‌هایی که در آن بازی کرده‌است می‌توان به باشگاه فوتبال نیس اشاره کرد.
وی همچنین در تیم‌های ملی فوتبال زیر ۱۷ سال فرانسه، زیر ۱۸ سال فرانسه، زیر ۱۹ سال فرانسه، زیر ۲۰ سال فرانسه، و زیر ۲۱ سال فرانسه بازی کرده‌است.